# Ivan Hlevnjak
Ivan Hlevnjak (El Shatt, 28 aprile 1944 – Spalato, 28 novembre 2015) è stato un calciatore croato, di ruolo centrocampista.

## Carriera

### Club
Gran parte della sua carriera agonistica la passò nell'Hajduk Spalato, con la maglia dei bili esordì nel 1962 nella partita contro il Partizan. L'ultima partita la giocò nel 1973 contro il Vojvodina. Con 665 presenze totali è secondo per presenze nella storia del cub spalatino.
Dopo la parentesi croata si trasferì in Francia dove giocò due anni nelle file del Strasburgo. Successivamente giocò tre stagioni nel Épinal per poi chiudere la carriera calcistica.

### Nazionale
Il suo debutto con la nazionale jugoslava risale al 26 febbraio 1969 nella partita contro la Svezia giocatasi a Spalato. La sua ultima partita con la nazionale risale al 18 novembre 1970 contro la Germania a Zagabria.
Indossò la maglia della nazionale per un totale di tre partite.

## Statistiche

### Cronologia presenze e reti in nazionale
| Cronologia completa delle presenze e delle reti in nazionale ― Jugoslavia | Cronologia completa delle presenze e delle reti in nazionale ― Jugoslavia | Cronologia completa delle presenze e delle reti in nazionale ― Jugoslavia | Cronologia completa delle presenze e delle reti in nazionale ― Jugoslavia | Cronologia completa delle presenze e delle reti in nazionale ― Jugoslavia | Cronologia completa delle presenze e delle reti in nazionale ― Jugoslavia | Cronologia completa delle presenze e delle reti in nazionale ― Jugoslavia | Cronologia completa delle presenze e delle reti in nazionale ― Jugoslavia |
| Data                                                                      | Città                                                                     | In casa                                                                   | Risultato                                                                 | Ospiti                                                                    | Competizione                                                              | Reti                                                                      | Note                                                                      |
| ------------------------------------------------------------------------- | ------------------------------------------------------------------------- | ------------------------------------------------------------------------- | ------------------------------------------------------------------------- | ------------------------------------------------------------------------- | ------------------------------------------------------------------------- | ------------------------------------------------------------------------- | ------------------------------------------------------------------------- |
| 26-2-1969                                                                 | Spalato                                                                   | Jugoslavia                                                                | 2 – 1                                                                     | Svezia                                                                    | Amichevole                                                                | -                                                                         | 46’                                                                       |
| 4-6-1969                                                                  | Helsinki                                                                  | Finlandia                                                                 | 1 – 5                                                                     | Jugoslavia                                                                | Qual. Mondiali 1970                                                       | -                                                                         |                                                                           |
| 18-11-1970                                                                | Zagabria                                                                  | Jugoslavia                                                                | 2 – 0                                                                     | Germania Ovest                                                            | Amichevole                                                                | -                                                                         | 46’                                                                       |
| Totale                                                                    |                                                                           | Presenze                                                                  | 3                                                                         |                                                                           | Reti                                                                      | 0                                                                         |                                                                           |

## Palmarès
- Campionato jugoslavo: 1

Hajduk Spalato: 1970-1971
- Coppa di Jugoslavia: 2

Hajduk Spalato: 1966-1967, 1971-1972